# Mausoleo de Gengis Kan
El mausoleo de Gengis Kan (en chino: 成吉思汗陵) es un templo de la República Popular de China dedicado al culto de Genghis Khan. Se encuentra a lo largo de un río en Kandehuo, Xinjie, Ejen Khoruu, ciudad nivel prefectura de Ordos, en Mongolia Interior. La adoración a Genghis Khan es popular entre los mongoles, con vínculos con el chamanismo mongol tradicional. Hay otros templos de este culto en Mongolia Interior y el norte de China.
El mausoleo es un cenotafio o tumba vacía que no contiene ningún cuerpo, sino tocados y accesorios, ya que la tumba real nunca ha sido descubierta. Fue construido entre 1954 y 1956 por el gobierno de la República Popular China en el estilo tradicional mongol. El mausoleo se encuentra en la localidad de Ejin Horo Qi, a 115 km al norte de Yulin y 55 km al sur de Dongsheng.